# Goldene Kamera 1967
Die Verleihung der Goldenen Kamera 1967 fand am 11. Januar 1968 im Verlagshaus der Axel Springer Verlag GmbH in Berlin statt. Es war die 3. Verleihung dieser Auszeichnung. Das Publikum wurde durch den Verleger Axel Springer begrüßt. Die Verleihung der Preise und die Moderation übernahm Hans Bluhm, der Chefredakteur der Programmzeitschrift Hörzu (damals noch Hör zu). An der Veranstaltung nahmen etwa 200 Gäste teil. Die Verleihung wurde nicht im Fernsehen übertragen. Die Leser wählten in der Kategorie Bester Unterhalter ihren Favoriten.

## Preisträger

### Schauspieler
- Siegfried Lowitz – Titelrolle in Der Trinker und Biedermann und die Brandstifter
- Peter Striebeck – Hauptrolle in Der Schpunz und Philadelphia, ich bin da!

### Schauspielerin
- Sabine Sinjen – Hauptrolle in Ein Duft von Blumen

### Bester Autor & Beste Regie
- Heinz Liesendahl – Playboy-Playgirl-Playtime

### Bester Dokumentarfilm
- Hoimar von Ditfurth – Experimente mit dem Leben – Griff nach dem Gehirn

### Beste Moderation
- Robert Lembke – Was bin ich?

### Bester Unterhalter
- Erich Helmensdorfer – Alles oder nichts (Hör zu-Leserwahl)

### Erfinder des PAL-Fernsehens
- Walter Bruch

### Leiter und ModeratorReport
- Hans Heigert – report München

### Leiter und Moderator vonAspekte
- Walther Schmieding – Aspekte

### Teamkamera
Was bin ich?
- Guido Baumann
- Annette von Aretin
- Marianne Koch
- Hans Sachs

## Sonstiges
- Wolfgang Kieling, gab aus Protest gegen die Politik der Axel Springer Verlag GmbH seinen Preis aus dem Vorjahr zurück.[1]

## Weblink
- Goldene Kamera 1968 – 3. Verleihung